# Nhữ Thành
Nhữ Thành (chữ Hán giản thể: 汝城县, Hán Việt: Nhữ Thành huyện, pinyin: Rǔchéng Xiàn) là một huyện của địa cấp thị Sâm Châu, tỉnh Hồ Nam, Cộng hòa Nhân dân Trung Hoa. Huyện Nhữ Thành có dân số năm 1999 là 362257 người , mã số bưu chính 424100
ThờiXuân Thu Chiến Quốc, Nhữ Thành thuộc nước Sở, thời Tần thuộc huyện Sâm của quận Trường Sa, Tây Hán thuộc huyện Sâm của Quế Dương, Đông Hán thuộc huyện Hán Đinh của quận Quế Dương, thời Tam Quốc thuộc huyện Dương An của quận Quế Dương, Tây Tấn thuộc huyện Phổ Ninh của quận Quế Dương.